# Brötjemarks station

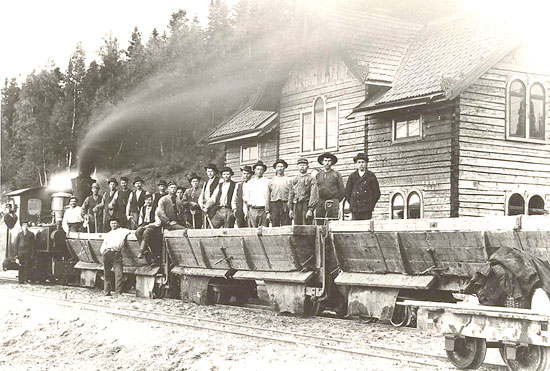
Brötjemarks station med gruståg, draget av lok nr 3, omkring 1899

Brötjemarks järnvägsstation var en station på Jönköping–Gripenbergs Järnväg mellan 1899 och 1935. Den låg i Ölmstads socken i nuvarande Jönköpings kommun, en dryg kilometer öster om nuvarande småorten Ölmstad. Stationen låg 3,4 kilometer nordnordost om Siringe station och 5,4 kilometer sydväst om Bunns station.
Stationshuset brann tidigt 1932 och återuppbyggdes inte, utan stationsexpeditionen förlades i godsmagasinet.